# Cabirops montereyensis
Cabirops montereyensis is een pissebed uit de familie Cabiropidae. De wetenschappelijke naam van de soort is voor het eerst geldig gepubliceerd in 1985 door Sassaman.